# Igreja da Misericórdia
Igreja da Misericórdia (česky Kostel Milosrdenství) je renesanční kostel ve městě Tavira na jihu Portugalska (oblast Algarve). Stojí v ulici Rua da Galeria. 
Od roku 1943 je klasifikován jako budova veřejného zájmu (kulturní památka).

## Popis
Stavba kostela na objednávku bratrstva Misericórdia z Taviry proběhla v letech 1541–1551), autorem byl  André Pilarte. 
Renesanční kostel má tři lodě bez kněžiště. Klenutý dřevěný strop je položen a osmi sloupech ukončených renesančními hlavicemi. Výzdobu tvoří soubor modrobílých kachlových panelů z 18. století, na kterých je zobrazeno 14 skutků milosrdenství (duchovní skutky, tělesné skutky) a výjevy z Kristova života.
Nejvýznamnější renesanční památka této oblasti má nádherně vytesaný klenutý hlavní portál, nad nímž stojí sochy Nossa Senhora da Misericórdia, svatý Petr a svatý Pavel. Jsou zde vyobrazeny portugalské a městské znaky. Kameník André Pilarte, který zde pracoval, se podílel také na Mosteiro dos Jeronimos v Lisabonu.